# دیکروتوفوس
دیکروتوفوس (به انگلیسی: Dicrotophos) با فرمول شیمیایی C8H16NO5P یک ترکیب شیمیایی با شناسه پاب‌کم 14814 است. که جرم مولی آن ۲۳۷٫۱۹ گرم بر مول می‌باشد. 